# Русинска азбука
Русинска азбука или русинска ћирилица (рсн. Русиньскый алфавіт) представља посебну варијанту ћириличког писма, која се користи у русинском језику. Постоје четири савремена (кодификована) варијетета русинске ћирилице, који се користе у одговарајућим (стандардизованим) варијантама русинског језика. Од тог броја, три се користе у оквиру карпатско-русинског наречја, које обухвата три стандардизоване варијанте русинског језика (закарпатска, лемковска, прешовска). Четврти варијетет русинске ћирилице користи се у панонско-русинском наречју, којим говоре Русини у Србији и Хрватској. Русинска ћирилица у укупном збиру обухвата 38 гласова, односно слова, али ни једна од поменуте четири варијанте не обухвата све словне знакове, већ само оне који су у процесу кодификације усвојени у дотичној варијанти: закарпатска (36), лемковска (34), прешовска (36), панонска (32).

## Стандардизација
Услед неповољних историјских и политичких околности, рад на стандардизацији русинске ћирилице био је отежан током већег дела 20. века, а интензивиран је тек након великих политичких промена у источној Европи (1989-1991). Kључна питања која се односе на стандардизацију русинске азбуке разматрана су на првом међународном Конгресу русинског језика (Бардејов, 1992), а затим и на каснијим конгресним заседањима, другом у Прешову (1999), трећем у Кракову (2007) и четвртом (поново) у Прешову (2015).
Већ приликом првог конгресног заседања, које је одржано у словачком граду Бардејову (1992), пред стручњаке из области русинистике поставило се питање о избору одговарајућег модела за стандардизацију русинског језика и писма. У погледу језика, преовладало је мишљење да би кодификацију требало спровести према ретороманском моделу, што је у пракси значило да ће русински језик бити стандардизован у неколико варијанти, од којих ће свака бити заснована на доминантном русинском дијалекту у одређеној држави. У погледу писма, усвојен је посебан закључак којим се потврђује статус ћирилице као русинског националног писма.
У то време, постојала су два потенцијална модела за решавање питања о стандардизацији писма:
- Први модел је подразумевао кодификацију јединственог русинског писма, које би било заједничко за све русинске језичке варијетете, што је значило да ће то писмо садржати све могуће гласове, односно слова која су неопходна за писање свих варијетета, с тим што би сваки од њих у пракси употребљавао она слова која одговарају локалним потребама.
- Други модел је подразумевао кодификацију посебних варијанти русинског писма, према одговарајућим (стандардизованим) варијантама русинског језика, што је у пракси значило да ће свака од тих језичких варијанти имати и сопствену варијанту русинске ћирилице.

Стицајем околности, Русини су одлуку о избору модела за кодификацију писма препустили лингвистима, који су се определили за избор другог модела. Таквом одлуком, која је подразумевала да ће посебне варијанте русинског писма бити обликоване на локалном нивоу, омогућена је афирмација локалних стручњака (лингвиста) на том веома престижном послу, будући да се кодификација писма, заједно са кодификацијом језика, сматра једним од најзначајнијих и најпрестижнијих послова у оквиру лингвистике.
Иако је поменута одлука спроведена у дело, убрзо се показало да је изабрани модел довео до настанка разних потешкоћа, које су се испољиле не само у оквиру русинског језичког корпуса, већ и на међународном плану. Одустајањем од првог модела, који је подразумевао кодификацију јединственог русинског писма, знатно је отежана борба за афирмацију русинске језичке и културне баштине, поготово у области међународне стандардизације. Непостојање јединственог русинског писма одразило се веома негативно на решавање бројних практичних питања, од добијања и употребе међународних кодова и шифара, преко утврђивања стандарда за транскрипцију и транслитерацију, до обраде података у међународним библиографским и осталим базама података.
Тек након суочавања са таквим и сличним проблемима, који су дошли до изражаја и поводом стандардизације различитих језичких варијетета, поједини русински лингвисти су након 2007. године обновили иницијативу да се (упоредо са даљим развојем свих варијанти русинског језика и писма) обнови и рад на стандардизацији јединственог језика и заједничког писма, чиме би били превазиђени бројни провлеми, како на унутрашњем (русинском) тако и на међународном плану.

## Варијанте
Русинска ћирилица постоји у четири стандардизоване варијанте. Русини у Словачкој и Мађарској користе "прешовску" варијанту која је стандардизована 1995. године од стране русинских стручњака из Прешова у Словачкој, а има 36 слова (не садржи преостала два слова: Ō, Ӯ). Русини у Пољској користе "лемковску" варијанту која има 34 слова (не садржи преостала четири слова: Ё, Ї, Ō, Ӯ). Русини у Украјини користе "закарпатску" варијанту која има 36 слова (не садржи преостала два слова: Ё, Ъ). Варијанта која се користи за писање панонско-русинског наречја (којим говоре Русини у Србији и Хрватској) има 32 слова (не садржи преосталих шест слова: Ё, І, Ы, Ō, Ӯ, Ъ).
Насупрот склопу карактеристичних гласова у сродним азбукама (руска ћирилица: ы/и/й/е, украјинска ћирилица: и/і/ї/є), русинска ћирилица употребљава сопствену словну комбинацију (ы/і/ї/є). Разликују се слова «г» и «ґ» (прво се изговара као х, а друго као г - користи се у писању страних имена: Ґуставсон, Заґреб, Евґения). У закарпатску варијанту је уведен симбол «ў» за означавање посебног гласа (блиском к «у»), што одговара руском «о» и украјинском «і» у речима као што су «пойти» = «піти» = «пўйти».
| Лемковска | Прешовска | Панонска | Закарпатска | МФА транскрипција |
| --------- | --------- | -------- | ----------- | ----------------- |
| А а       | А а       | А а      | А а         | /a/               |
| Б б       | Б б       | Б б      | Б б         | /b/               |
| В в       | В в       | В в      | В в         | /w/               |
| Г г       | Г г       | Г г      | Г г         | /ɦ/               |
| Ґ ґ       | Ґ ґ       | Ґ ґ      | Ґ ґ         | /ɡ/               |
| Д д       | Д д       | Д д      | Д д         | /d/               |
| Е е       | Е е       | Е е      | Е е         | /ɛ/               |
| Є є       | Є є       | Є є      | Є є         | /je/, / ʲe/       |
| –         | Ё ё       | –        | –           | /jo/, / ʲo/       |
| Ж ж       | Ж ж       | Ж ж      | Ж ж         | /ʒ/               |
| З з       | З з       | З з      | З з         | /z/               |
| І і       | І і       | –        | І і         | /i/               |
| –         | Ї ї       | Ї ї      | Ї ї         | /ji/              |
| И и       | И и       | И и      | И и         | /ɪ/, /ɨ/          |
| Ы ы       | Ы ы       | –        | Ы ы         | /ɪ/, /ɨ/          |
| Й й       | Й й       | Й й      | Й й         | /j/               |
| К к       | К к       | К к      | К к         | /k/               |
| Л л       | Л л       | Л л      | Л л         | /l/               |
| М м       | М м       | М м      | М м         | /m/               |
| Н н       | Н н       | Н н      | Н н         | /n/               |
| О о       | О о       | О о      | О о         | /o/               |
| –         | –         | –        | Ō ō         | /œ/               |
| П п       | П п       | П п      | П п         | /p/               |
| Р р       | Р р       | Р р      | Р р         | /r/               |
| С с       | С с       | С с      | С с         | /s/               |
| Т т       | Т т       | Т т      | Т т         | /t/               |
| У у       | У у       | У у      | У у         | /u/               |
| –         | –         | –        | Ӯ ӯ         | /y/               |
| Ф ф       | Ф ф       | Ф ф      | Ф ф         | /f/               |
| Х х       | Х х       | Х х      | Х х         | /x/               |
| Ц ц       | Ц ц       | Ц ц      | Ц ц         | /t͡s/              |
| Ч ч       | Ч ч       | Ч ч      | Ч ч         | /t͡ʃ/              |
| Ш ш       | Ш ш       | Ш ш      | Ш ш         | /ʃ/               |
| Щ щ       | Щ щ       | Щ щ      | Щ щ         | /ʃt͡ʃ/             |
| Ю ю       | Ю ю       | Ю ю      | Ю ю         | /ju/, /ʲu/        |
| Я я       | Я я       | Я я      | Я я         | /ja/, /ʲa/        |
| Ь ь       | Ь ь       | Ь ь      | Ь ь         | -                 |
| Ъ ъ       | Ъ ъ       | –        | -           | –                 |

## Збирни преглед
Русинска ћирилица у укупном збиру обухвата 38 гласова, односно слова. 
| Велико слово | Мало слово | Назив слова       | Транслистерација | МФА изговор |
| ------------ | ---------- | ----------------- | ---------------- | ----------- |
| А            | а          | a                 | a                |             |
| Б            | б          | бы                | b                |             |
| В            | в          | вы                | v                |             |
| Г            | г          | гы                | h                |             |
| Ґ            | ґ          | ґы                | g                |             |
| Д            | д          | ды                | d                |             |
| Е            | е          | e                 | e                |             |
| Є            | є          | є                 | je               |             |
| Ё            | ё          | ё                 | jo               |             |
| Ж            | ж          | жы                | ž                |             |
| З            | з          | зы                | z                |             |
| І            | і          | i                 | i                |             |
| Ї            | ї          | ї                 | ji               |             |
| И            | и          | и                 | y                |             |
| Ы            | ы          | ы                 | y                |             |
| Й            | й          | йы                | j                |             |
| К            | к          | кы                | k                |             |
| Л            | л          | лы                | l                |             |
| М            | м          | мы                | m                |             |
| Н            | н          | ны                | n                |             |
| О            | о          | o                 | o                |             |
| Ō            | ō          | ō                 | œ                |             |
| П            | п          | пы                | p                |             |
| Р            | р          | ры                | r                |             |
| С            | с          | сы                | s                |             |
| Т            | т          | ты                | t                |             |
| У            | у          | у                 | u                |             |
| Ӯ            | ӯ          | ӯ                 | u                |             |
| Ф            | ф          | фы                | f                |             |
| Х            | х          | хы                | x, ch            |             |
| Ц            | ц          | цы                | c                |             |
| Ч            | ч          | чы                | č                |             |
| Ш            | ш          | шы                | š                |             |
| Щ            | щ          | щы                | šč               |             |
| Ю            | ю          | ю                 | ju               |             |
| Я            | я          | я                 | ja               |             |
| Ь            | ь          | мягкий знак (ірь) | ′                |             |
| Ъ            | ъ          | твердый знак (ір) | ′                |             |